# Hřiště

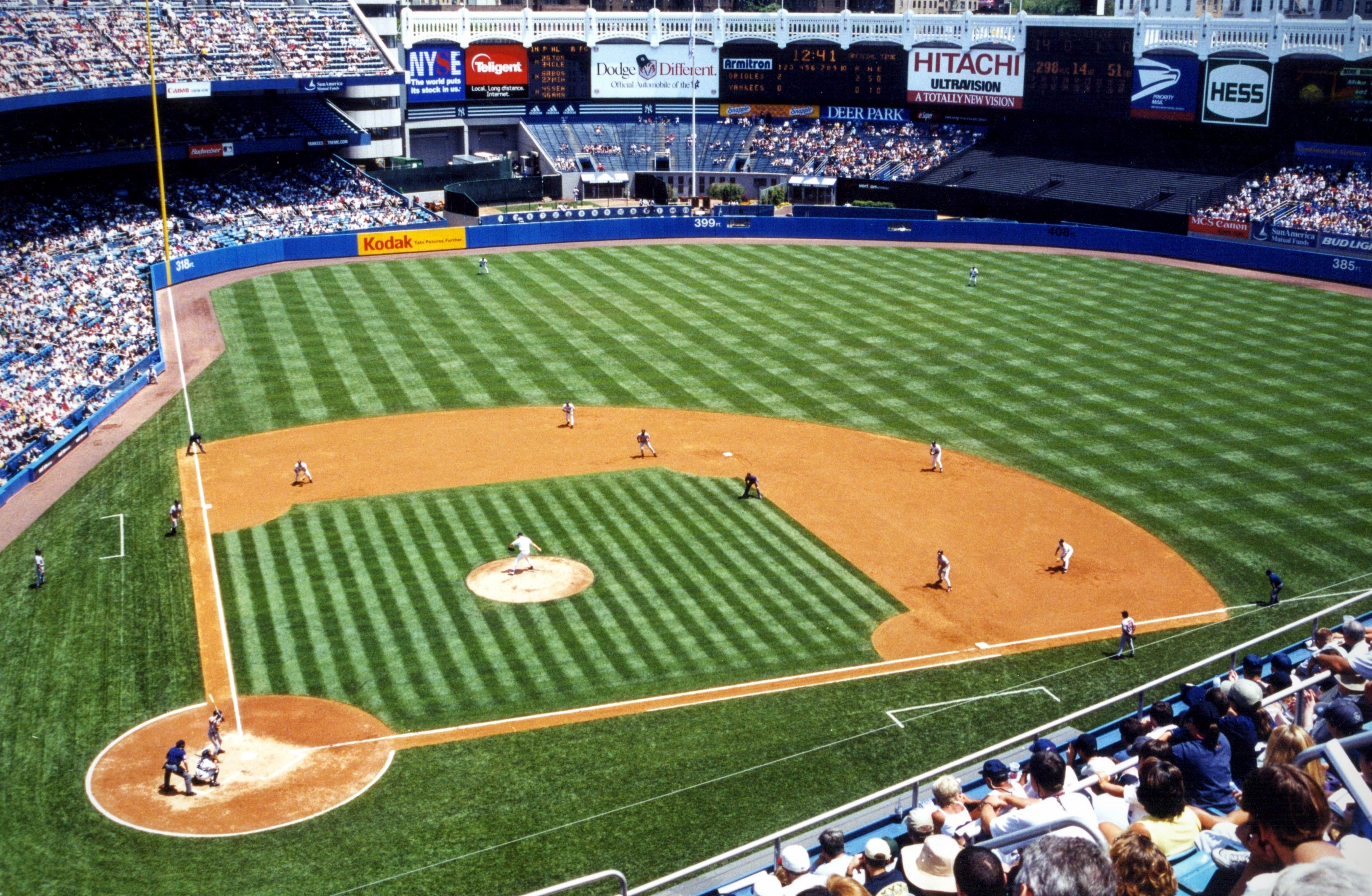
Baseballové hřiště (Yankee Stadium, New York)

Hřiště je místo určené pro provozování určitého sportu nebo hry. V pravidlech jsou většinou přesně určeny tvary a rozměry hřiště a často i jeho povrch a další parametry. Kromě hrací plochy se na hřišti často nacházejí další předměty či zařízení potřebné pro příslušnou hru, které mohou být trvalého charakteru (např. branky, síť atd.) či dočasného charakteru (např. kopátko v ragby aj.).

## Rozdělení hřišť

### Hřiště pro děti předškolního věku
Umisťuje se v blízkosti zástavby a co nejdále od komunikací. Budují se na slunném, rovném nebo mírně členitém terénu. Využívá se hlavně travnatý povrch.

#### Výbava
- pískoviště, musí být čisté
- průlezky
- jednoduché houpačky
- dostatek laviček
- lehký přístřešek (jako ochranu před deštěm nebo sluníčkem)
- zpevněné plochy (na koloběžky, …); jejich plocha nemá být větší než 1/4 celkové plochy
- tunely
- nízké skluzavky
- vodní prvky (sprchová atrakce)
- kolotoče

### Hřiště pro děti 6–12 let
Jsou náročná z hlediska atraktivnosti a zajímavosti. Rozměry bývají 0,3–0,6 ha. Provoz je mnohem hlučnější. Hřiště se umisťuje na obvodu obytného souboru a bývá oplocené, pokud sousedí s komunikací. Hřiště se často vybavuje tělovýchovným zařízením a atrakcemi typu houpačky, prolézačky, konstrukce ze dřeva nebo kovu či plastu, horolezeckými stěnami apod. Budují se také jako dopravní hřiště, nebo robinsonádní hřiště a lanová centra.

### Sportoviště
Specializované hřiště určené a upravené pro určitý druh sportu, například fotbalové hřiště, hokejový stadion, tenisový dvorec. Sportoviště jsou hřiště pro hry několikačlenných týmů obvykle dospělých hráčů. Sportoviště se obvykle provozují jako neveřejný prostor, obvykle s možností pronájmu. Taková jsou například hřiště pro tenis a plážový volejbal, jejichž vlastníkem je společnost Orel nebo O2 Aréna, jejímž vlastníkem je společnost Bestsport Arena.

## Dopravní hřiště
Je specializované hřiště, které slouží k dopravně bezpečnostní výchově. Součástí jsou dráhy pro kolečkové brusle, koloběžky, kola. První dětská dopravní hřiště vznikala již ve 30. letech 20. století, nedlouho po zavedení dopravního značení a silniční dopravní signalizace.

## Funkce
Hřiště slouží jako bezpečná pevná plocha při výuce a k formování organismu po fyzické a duševní stránce. Napomáhá poznání a rozvíjí fantazii. Děti si díky hřištím pěstují smysl pro krásu, pořádek a sebekázeň.

## Tvary
V různých sportech se používají různé tvary hracích ploch, velmi častý je prostý obdélník (např. fotbal, volejbal, basketbal, tenis, americký fotbal, …, v ledním hokeji a florbalu má zaoblené rohy), v jiných sportech má hřiště tvar oválu (australský fotbal), kruhové výseče (baseball, softball), atd. V některých případech hřiště nemá předepsaný tvar a používá se vymezená, jen mírně upravená oblast přírody (např. paintball, golf, petanque), takže každé hřiště je jiné.
Okraje hrací plochy jsou zpravidla na hrací ploše vyznačeny čarami či jinými značkami, stejně tak i případná další význačná místa podle pravidel příslušné hry.

## Povrch
Povrch hrací plochy se taktéž velice různí. Je možné využívat jak přírodní povrch (tráva, písek, hlína), tak i různé varianty umělých povrchů, od antuky či škváry přes umělou trávu po různé druhy plastů (v tělocvičnách někdy také dřevěné parkety).

## Bezpečnost
Normy na vybavení hřišť jsou dány požadavky na využití (herními pravidly) a herní prvky mají splňovat obecné principy bezpečnosti. Prolézačky a herní prvky hřišť mají splňovat některé specifické parametry a doporučení, například velikosti mezer v žebřících (kvůli uvíznutí hlavy), měkkost dopadových ploch. Závazné normy ohledně herních prvků nebyly do roku 2007 dány a jsou, logicky i s ohledem na různost provedení herních prvků, o bezpečném řešení rozmanitých úprav a vhodných materiálech. Zvláštní pravidla úpravy a údržby platí pro pískoviště.
Za bezpečnost provedení prvků i stavebních částí hřiště nese zodpovědnost výrobce a společnost která provádí údržbu. Kontroly České obchodní inspekce každoročně označují jako závadné přibližně třicet procent veřejných dětských hřišť nebo sportovišť, která kontrolují. Nejméně patnáct smrtelných úrazů způsobily pády přenosných branek. Bezpečnost je také důležitá u houpaček a skluzavek a prvků s lany a vyvýšenými částmi.
Běžnými úrazy jsou zadřené třísky (prvky ze smrkového dřeva), skřípnutí (houpačky), pohmožděniny (pády), odřeniny (skluzavky). Není vhodné děti chránit před veškerým nebezpečím, je třeba, aby byly děti schopny vnímat rizika a rozumem předcházet úrazům. Děti a dospělí bez zkušeností se někdy vystavují zbytečným rizikům v předvídatelných situacích. Herní prvky a úpravy hřiště však nikdy nesmí ohrožovat život a zdraví osob.